# Knipolegus cyanirostris
A Knipolegus cyanirostris a madarak (Aves) osztályának verébalakúak (Passeriformes) rendjébe és a királygébicsfélék (Tyrannidae) családjába tartozó faj.

## Rendszerezése
A fajt Louis Pierre Vieillot francia ornitológus írta le 1818-ban, a Muscicapa nembe Muscicapa cyanirostris néven.

## Előfordulása
Argentína, Bolívia, Brazília, Paraguay és Uruguay területén honos. Természetes élőhelyei a mérsékelt övi erdők és cserjések, szubtrópusi és trópusi hegyi esőerdők és cserjések, valamint másodlagos erdők. Vonuló faj.

## Megjelenése
Testhossza 15 centiméter. A nemek tollazata eltérő. 
|  |  |

## Természetvédelmi helyzete
Az elterjedési területe rendkívül nagy, egyedszáma ugyan csökken, de még nem éri el a kritikus szintet. A Természetvédelmi Világszövetség Vörös listáján nem fenyegetett fajként szerepel.